# Borovany
Borovany (niem. Forbes) − miasto w Czechach, w kraju południowoczeskim. Według danych z 31 grudnia 2003 powierzchnia miasta wynosiła 4 233 ha, a liczba jego mieszkańców 3 739 osób.
W miejscowości jest stacja kolejowa Borovany.

## Demografia
| Rok             | 1970  | 1980  | 1991  | 2001  | 2003  |
| --------------- | ----- | ----- | ----- | ----- | ----- |
| Liczba ludności | 2 682 | 3 045 | 3 312 | 3 584 | 3 739 |

Źródło: Czeski Urząd Statystyczny